# Margarita Pisano
Margarita Pisano Fischer (Punta Arenas, 28 de octubre de 1932-Santiago, 9 de junio de 2015) fue una arquitecta, escritora, teórica lesbiana y feminista chilena perteneciente al Movimiento Rebelde del Afuera.

## Biografía
Nació en Punta Arenas, Chile el 28 de octubre de 1932. Debido a que en sus primeros años de vida su madre decidió cederle a su hermano la beca de estudios de arte en Santiago (organizada por la poetisa Gabriela Mistral y la escultora Laura Rodig) que a ella le correspondía, fue una de las primeras razones que empujan años más tarde a dedicar su vida al feminismo. En los años 50, se muda a Santiago y entra a estudiar arquitectura en la Pontificia Universidad Católica de Chile, y durante esos años llega a leer El segundo sexo de Simone de Beauvoir, que ella describe, al igual que Virginia Woolf, como «su gran escape a la ideología católica y la dominación de género».
Pisano al terminar la carrera de arquitectura, trabaja en su propio taller llamado Gaggero y Pisano, en conjunto con su marido Hugo Gaggero. Posteriormente se agrega José Medina al taller, cambiando su nombre a Gaggero, Medina y Pisano. En 1962 Margarita y Hugo construyeron su casa en Los Navegantes, influenciada por el arquitecto Frank Lloyd Wright y ha sido publicada en revistas de arquitectura. Antes del Golpe de Estado su taller realizó varios proyectos sociales, sin embargo hacia la llegada de la dictadura su taller comienza a quedar en la lista negra por los proyectos propuestos. En 1979 se da cuenta de que no podía seguir sirviendo mediante la arquitectura a los intereses de quienes, de una u otra manera, eran cómplices de los asesinatos que se estaban cometiendo en Chile. En 1984 se desprendió de la arquitectura y al mismo tiempo de su matrimonio y su familia. en su proceso de descubrir el feminismo inició una amistad con Julieta Kirkwood a quien conoció en el Círculo de Estudios de la Mujer. Juntas escribieron el Manifiesto Feminista, que consistía en una serie de demandas feministas a la democracia, de esta manera se abre un espacio llamada La Casa de La Mujer La Morada.

## Trayectoria

### La casaLos Navegantes
La casa Los navegantes era una especie de gran mueble inaugurada en 1966. diseñada a la medida y al gusto de Gaggero, no había paredes internas excepto la de la habitación de pareja. Había luz natural que controlaba un interior aislado, fluido y abierto dentro del recinto. El papel de Margarita en el diseño de la obra (y en la de sus padres) fue de administración y coordinación. Hugo era el arquitecto principal. Margarita era la emprendedora que lidiaba con las constructoras, los clientes y las finanzas. En esta casa vivieron y luego de varias perdidas nacieron dos hijos. Vivían cerca de los padres de Pisano, y poco después vivieron con su suegra hasta el final de sus días.

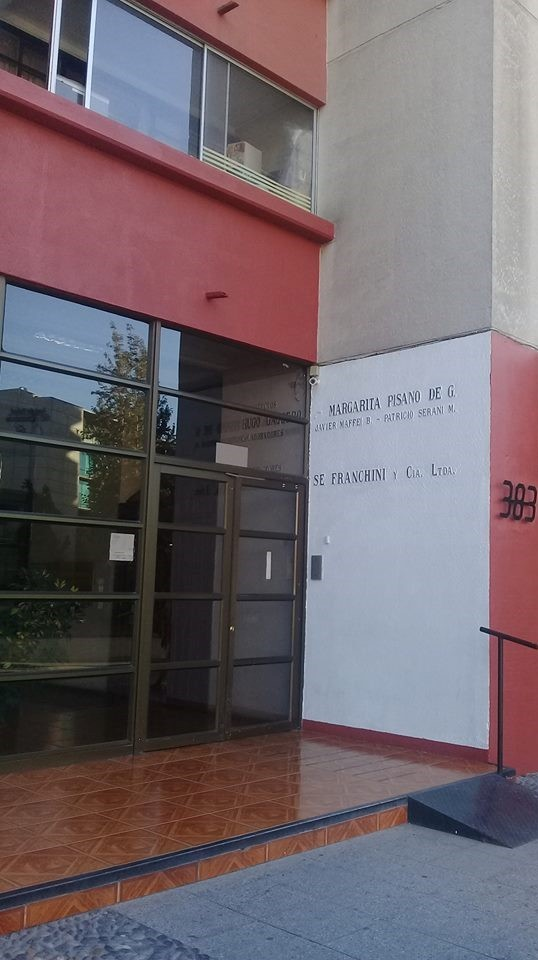
Foto de la remodelación a nombre del taller "Gaggero y Pisano" efectuado el año 1969

### Remodelación San Borja
Margarita tampoco había sido completamente parte de la escena arquitectónica, una clara evidencia de esto es la Torre 11 de la Remodelación San Borja efectuada en 1969, el papel más bien administrativo que ella tomó en la obra puede explicar el hecho de que junto a la entrada solo su nombre es visible dado que el de Hugo está detrás de una puerta de cristal. El nombre de Margarita no logra escapar de la manipulación patriarcal dado que las letras dicen Margarita Pisano de G.

### 35 Metros Cuadrados
En 1979, durante el periodo de la dictadura, su taller participó en una propuesta para el Ministerio de Vivienda. El encargo era diseñar casas de 35 metros cuadrados para ocho personas, lo que ella describe como «lo más inhumano que se puede proponer como solución habitacional». Al mismo tiempo diseñaba una casa en Santa María de Manquehue, cuando un día le llega el recado de que el cliente había olvidado mencionarle que deseaba agregar un espacio para su lancha a motor (ya estaban contemplados tres autos). El espacio que tenía que agregar eran los mismos 35 metros cuadrados de las casas que fueron popularmente conocidas como poblaciones callampa. Entró en shock y logró comprender las contradicciones, porque ese cruel enfrentamiento de clase denunciaba la complicidad de Margarita en su construcción. Se decepcionó de la profesión, y comparaba la situación con un pianista, porque de la misma manera que un pianista seguía una partitura ya escrita el arquitecto solo podía ser un intérprete o un simple ejecutor.

### Movimiento Feminista
Fue una de las fundadoras de La Casa de la Mujer La Morada, Radio Tierra y del Movimiento Feminista Autónomo, por lo que su pensamiento puede circunscribirse a la denominada corriente autónoma, de la que es considerada como una de sus líderes históricas y una de las más connotadas exponentes al igual que Edda Gaviola. Además, fue una de las fundadoras del Movimiento Feminista de oposición a la dictadura de Augusto Pinochet donde la consigna fue «Democracia en el país, en la casa y en la cama», frase promovida por la propia Margarita y Julieta Kirkwood.
Junto al trabajo de Francesca Gargallo, puede observarse en su obra propuestas teóricas asociadas al ámbito de los estudios de género pero desde una óptica feminista alejada del análisis político y del activismo; además, es una de las principales críticas del «feminismo patriarcal», de los problemas de autonomía e independencia del movimiento feminista y de la institucionalización del género propugnado por el feminismo tradicional.
Asimismo, fue una de las fundadoras del colectivo Feminista "Cómplices" que surgió en el año de 1993,  conformado por Pisano, Edda Gaviola, Sandra Lidid, Ximena Bedregal, Rosa Rojas, Francesca Gargallo y Amalia Fischer; quienes demandaron el reconocimiento de las diferentes formas de pensar y hacer política que existían dentro del movimiento feminista. Cómplices hace su aparición en el año de 1993 durante el VI Encuentro Feminista Latinoamericano y del Caribe en El Salvador, manifestándose como lo describe Ximena Bedregal, una de las integrantes del colectivo, «una propuesta política y filosófica en Chile y México (…) en la confluencia de procesos distintos, pero con la idea central de reconocer que existen distintos feminismos, explicitar las diferencias, autonombrarnos y apostar a la construcción de un espacio feminista desde la autonomía y la radicalidad, un ejercicio de instalación de un discurso distinto, hecho desde la diferencia política explicitada».

## Obras
- Una historia fuera de la historia. Biografía política de Margarita Pisano (2009), en coautoría Andrea Franulic Depix
- Julia, quiero que seas feliz (enlace roto disponible en Internet Archive; véase el historial, la primera versión y la última). (2003).
- El triunfo de la masculinidad Archivado el 29 de diciembre de 2010 en Wayback Machine. (2001).
- Feminismos cómplices: gestos para una cultura tendenciosamente diferente (México-Santiago: La Correa Feminista, 1993), en coautoría con Ximena Bedregal, Francesca Gargallo, Amalia Fisher y Edda Gaviola.
- Un cierto desparpajo (Santiago: Eds. Número Crítico, 1996).
- Deseos de cambio, a--el cambio de los deseos? (Santiago: Sandra Lidid., 1995).
- Espiritualidad: una reflexión desde el género (Santiago: La Morada, 1990).
- Feminismo: pasos críticos y deseos de cambio (Santiago: La Morada, 1990).
- Una historia fuera de la historia: biografía política de Margarita Pisano'  (Santiago: Editorial Revolucionarias, 2009
- Julia, quiero que seas feliz (Santiago: Editorial Revolucionarias, 2004, 2012).
- Reflexiones feministas (Santiago: Casa de la Mujer La Morada, 1990).
- El signo de las mujeres en nuestra cultura (Santiago: Casa de la Mujer La Morada, 1990).